# Öronmanet
Öronmaneten (Aurelia aurita) är ett nässeldjur i familjen Ulmaridae.
Namnet kommer av de fyra blekrosa eller svagt gula könsorganen som sitter mitt på maneten och ser ut som öron eller ringar. De blir vanligen ca 25 cm men kan bli ända upp till 40 cm och är lätt blåaktiga eller skära.
Arten förekommer främst på norra halvklotet men den kan även hittas söder om ekvatorn. Den lever i Atlanten, i Indiska oceanen, i Stilla havet och i flera bihav. Öronmaneten föredrar varmt och tempererat vatten nära kusten med en temperatur mellan 9 och 19 °C. Den kan uthärda vattentemperaturer mellan -6 °C och 31 °C. Arten vistas även i bräckt vatten där den minsta salthalten kan vara 0,6 procent.
De kan leva både uppe vid ytan och på djupen och lever av planktonalger, fisklarver, hoppkräftor och encelliga djur. De kan använda hela kroppen till att samla mat med och om bytesdjuret behöver dödas eller bedövas så använder de sina bränntrådar eller munarmar. Bränntrådarna är korta och hänger längs kanten under maneten. Munarmarna är vita gelearmar som sitter vid munnen på mitten av manetens undersida. Bränntrådarna och munarmarna är täckta av ett stort antal nässelceller. Dessa är för svaga för att människor ska känna av dem mer än obetydligt förutom i ansiktet (ögon och läppar) och på annan extra känslig hud. Öronmaneter är byten både för olika fiskar, fåglar och även andra maneter som till exempel brännmaneter.
Djuret simmar genom pulserande rörelser av bålen som liknar ett kraftig böjt tefat. Öronmaneten försöker hålla sig vid vattenytan för att få bästa tillgång till föda.
Hos öronmaneten förekommer honor och hannar och befruktningen sker i honans kropp. Honan upptar hannens sädesceller genom munnen och äggens utveckling sker i organ som liknar påsar och som ligger i armarna kring munnen. Sedan simmar den enkla larven fri mot havets botten och blir fäst som en polyp. Polypen delar och förökar sig genom asexuell avknoppning och bildar små öronmaneter. Efter ungefär tre månader blir ungarna könsmogna.
Arten kallas på västkusten även blåmanet och den är den vanligaste maneten i Sverige.